# 柏木理佳
柏木 理佳 （かしわぎ りか、1968年 - ）は、生活経済ジャーナリスト。日本の研究者、評論家。

## 人物
1968年、神奈川県生まれ。鹿児島で小中高過ごす。18歳から豪州、香港、中国、シンガポールに住み、30歳帰国。2006年にボンド大学ビジネススクールでMBAを取得後、2015年に桜美林大学大学院で博士（学術）を取得。嘉悦大学、城西国際大学大学院などで准教授を経て、立教大学特任教授。

## メディア出演

### 主なテレビ番組

#### フジテレビ
- 『イット』
- 『めざまし８』
- 『めざましTV』
- 『とくダネ』
- 『グッディ！』
- 『スーパーニュース』
- 『めざましテレビ』
- 『BSプライムニュース』

#### テレビ朝日
- 『スーパーモーニング』
- 『グッドモーニング』
- 『モーニングバード』
- 『ワイドスクランブル』
- 『スーパーJチャンネル』

#### 日本テレビ
- 『ズームイン！サタデー』
- 『ZIP』
- 『news every』
- 『DayDays.』
- 『ニュースプラス1』
- 『ミヤネ屋』
- 『NEWS　ZERO』
- 『PON』
- 『ほんの昼飯前』
- 『スッキリ!』

#### TBS
- 『ひるおび！』
- 『報道特集』
- 『ゴゴスマ』
- 『THE　TIME』
- 『王様のブランチ』
- 『がっちりマンデー!!』
- 『特番ゆるぺぎゅあ』

#### テレビ東京
- 『お金の達人』
- 『トコトンハテナ』
- 『メデューサの瞳』
- 『なるほどストリート』

#### 千葉テレビ
- 『金曜たぶろっと　柏木りかのとくとくマネー図鑑』
- 『朝まるJUST　知っトク経済コーナー』
- 『経済最前線』キャスター

#### MX
- 『モーニングクロス』レギュラーコメンテーター

ラジオ
J WAVE『MORNING RADIO』、『JAM　THE　PLANET：MONEY＆MOVEME』レギュラー
NHKジャーナルクロス　

## 連載
- 産経新聞：連載「柏木理佳のキャリアアップ講座」1年、ビジネスジャーナル「柏木理佳の経済ニュースから見る生活への影響」、ダイヤモンドオンライン「おひとり様がお金に困らない方法」、日刊ゲンダイ「アフターコロナ新サバイバル生活の知恵」「40年ぶり　大改革　賢い相続税対策」「貧乏になる人の習慣」「低金利時代の生き残りマネー術」など多数

## 著書50冊以上
- 『定年後のお金はどうなるか』青春出版社
- 『NISAがゼロからわかる本』ぱる出版
- 『国際企業の経営行動』文眞社
- 『日本の社外取締役制度』桜美林大学北東アジア研究所
- 『自分にあった仕事が見つかる本』PHP研究所
- 新書『30分間でキャリアの磨き方がわかる本』PHP研究所
- 『ひきこもりは金の卵』日本経済新聞社　日経BPプレミアシリーズ
- 『デキる女はけっこうズルい』あさ出版